# بوسدورف (شلسویگ-هولشتاین)
بوسدورف (به آلمانی: Bösdorf) یک شهر در آلمان است که در پلون واقع شده‌است. بوسدورف ۱٬۵۹۷ نفر جمعیت دارد.